# 保科正恒
保科 正恒（ほしな まさつね、宝暦元年（1751年） - 寛政9年12月6日（1798年1月22日））は江戸時代後期の旗本。飯野藩主家分家の旗本保科氏第7代目当主。諱は正恒。通称は辨三郎。父は保科正盈。実母は某氏。実子は堀秀貞の妻、正実（大次郎）、保科正棟。石高は上野国群馬郡・吾妻郡のうち2500石。

## 生涯
父・正盈の正室は米倉昌倫の娘とされているが、正恒の母は某氏と寛政重修諸家譜はしている。明和5年11月30日（1769年1月7日）に父の隠居をうけて家督を継ぎ、明和6年（1769年）に徳川家治に初御目見えを済ませ、小姓組番士となる。天明3年7月8日（1783年8月5日）に浅間山の大噴火が起こり、発生した泥流により知行地で被害が出る。
寛政9年12月6日（1798年1月22日）に死去。享年47。法名は義冬。墓所は代々の葬地である麻布の天眞寺。長男の正実（大次郎）は早世しており、次男の正棟が跡を継いだ。